# Rhinotitan
Rhinotitan — вимерлий рід бронтотерій з еоцену Монголії, де було описано три види з формації Шара Мурун. Рід включав середніх і великих бронтотерій, які мали довгі черепи з носовими рогами. Як і інші твердорогі бронтотерії, Rhinotitan мав статеву диморфію за розміром рогів. У живих ссавців ця закономірність спостерігається у видів, які живуть групами; самці мають більші роги і використовують їх у ритуальних боях з іншими самцями. Більшість рогатих бронтотерів мали тарілчасті черепи, які, як вважають, пристосовані для таких боїв. Однак череп Ринотитана був увігнутим лише спереду; верх і задня частина черепа були закруглені, подібно до безрогих бронтотериїв. Функціональне значення цього невідоме. 
Він важив 1.5 тонни. Аналіз зубів показує, що, як і інші бронтотери, це була травоїдна тварина, пристосована до споживання листя.